# Varzi
Varzi (lombardul: Varz) település Olaszországban, Lombardia régióban, Pavia megyében. Lakosainak száma 3008 fő (2023. január 1.). Varzi Bagnaria, Gremiasco, Menconico, Ponte Nizza, Romagnese, Santa Margherita di Staffora, Colli Verdi, Zavattarello, Val di Nizza és Fabbrica Curone községekkel határos.

## Népesség
A település lakossága az elmúlt években az alábbi módon változott:
| Lakosok száma | 3207 | 3194 | 3008 |
|               | 2017 | 2018 | 2023 |